# 阿爾及利亞聯合
阿爾及利亞聯合（法語：Rassemblement Algérien）是北非國家阿爾及利亞一個由阿里·扎格杜德（Ali Zaghdoud）領導的小型政黨，該黨在2007年5月17日全國人民議會選舉中得到1.75%選票，因而取得該屆389個議席當中的1個席位，其後更於2012年舉行的全國人民議會選舉進而獲得2席。